# Mory Konaté
Mory Konaté, né le 15 novembre 1993 à Conakry, est un footballeur international guinéen qui joue au poste de milieu de terrain au KV Malines.

## Biographie

### Carrière en club
Konaté commence à jouer au football tardivement et déménage en Allemagne en tant qu'étudiant, après son manque d'opportunité lié au football en Guinée. Il commence à jouer au football amateur avec Alfter en 2014, avant de signer un contrat avec l'équipe réserve du Borussia Dortmund en 2017.
Le 29 août 2019, Konaté est transféré au Saint-Trond VV. Le 8 février 2020, Konaté fait ses débuts avec le Saint-Trond VV lors d'une victoire 5-2 en Division 1A contre la KAS Eupen. Lors de cette rencontre, il y marque son premier but.

### Carrière internationale
Le 13 mars 2020, Konaté est appelé pour représenter l'équipe de Guinée. Le 27 décembre 2021, il est inclus dans l'équipe élargie de la Guinée pour la Coupe d'Afrique des nations 2021. Le 3 janvier 2022, il fait ses débuts avec l'équipe de Guinée lors d'une match amical contre le Rwanda (défaite 3-0).
En janvier 2022, il est retenu par le sélectionneur Kaba Diawara afin de participer à la Coupe d'Afrique des nations 2021 organisée au Cameroun. Le 23 décembre 2023, il est de nouveau retenu dans la liste des vingt-cinq joueurs sélectionnés pour la Coupe d'Afrique des nations  2023.